# Йоденсаванна
Йоденсаванна (нидерл. Jodensavanne) — заброшенное еврейское поселение и кладбище в Суринаме, знаменующее собой важный этап в европейской колонизации Западного полушария. Разрушенная синагога в Йоденсаваннe является старейшей синагогой в Южной Америке. 
Евреев, бежавших от испанской инквизиции, тепло встретили в Суринаме сначала британские, а затем и голландские колониальные власти. В рамках государственной политики по привлечению еврейских поселенцев евреям были даны особые привилегии: свобода вероисповедания, право собственности на землю и недвижимость. 
В 1665 году в Йоденсаванне была построена синагога и кладбище. В 1674 году евреи пригласили первого раввина Исаака Нето. Процветание суринамской еврейской общины начинается с 1680-х годов, когда еврей Самуилу Наси получил Саванну, маленький островок близ берегов Суринама. В конце XVII века в процветающем земледельческом поселении Йоденсаванне жили около 600 человек, имевших в собственности более 40 плантаций с рабами, общее количество которых превосходило 9000 человек. Кроме экономической роли еврейской общины в жизни голландской колонии Суринама была также и военная. В непосредственной близости от поселения располагался военный пост снабжения «Post Gelderland».
Кладбище Кассипора насчитывает несколько сот надгробий. Самая старая могила датируется 1667 годом, а вообще на кладбище около 450 могил. Большинство надгробий сделано из мрамора, остальные из кирпича.
В начале XIX века большинство евреев, живущих в Йоденсаванне, переехали в столицу Парамарибо из-за падения спроса на сахарный тростник. После большого пожара в 1832 году поселение было окончательно заброшено.